# Altar de Marte
O Altar de Marte (em latim: Ara Martis), na Roma Antiga, foi o mais antigo altar e um dos mais importantes monumentos religiosos dedicados ao deus romano Marte na cidade de Roma. Sabe-se que localizava-se no Campo de Marte, tendo talvez emprestado seu nome ao campo, porém é incerto onde precisamente situava-se. Alguns estudiosos sugerem que estava na seção norte do Campo de Marte, nas imediações do Panteão. Para Christian Hülsen estaria próximo a moderna Praça de Jesus, enquanto para Lawrence Richardson Jr., no interior da Vila Pública.
Outra hipótese, apresentada por Filippo Coarelli, baseia-se numa série de muros descobertos sob a Via do Plebiscito em 1925. Segundo ele, estes muros, oriundos duma reconstrução sob o imperador Adriano (r. 117–138), pertenceriam a um períbolo, ca. 65 x 65 metros, dentro do qual o altar localizava-se sob uma massiva plataforma elevada. As escavações também descobriram traços duma estrutura mais antiga.
A dedicação do Altar de Marte remonta ao período da expulsão dos Tarquínios por Lúcio Júnio Bruto, porém sua edificação é datada, segundo Festo, no reinado do rei Numa Pompílio (r. 715–673 a.C.). Durante a República Romana, esteve associado com as atividades dos censores. Tito Lívio menciona que os novos censores colocavam suas cadeiras curuis próximo a ele após sua eleição e que, com a conclusão do censo, um dos censores, aleatoriamente selecionado, realizava a purificação solene dos cidadãos reunidos mediante a Suovetaurília.
Em 193 a.C., foi construído por Marco Emílio Lépido e Lúcio Emílio Paulo Macedônico um pórtico que ligou a Porta Fontinal ao Altar de Marte. Durante o Império Romano, segundo Richardson, após o incêndio ocorrido no reinado do imperador Tito (r. 79–81), o Altar de Marte teria sido reconstruído e poderia ser identificado no edifício quadrangular exposto no Plano de Mármore.

## Localização
| Planimetria do Campo de Marte central |
| --- |
| Termas de Nero Estádio de Domiciano Panteão Basílica de Netuno Termas de Agripa Estagno ? Odeão de Domiciano Ínsulas da época de Adriano Galpões militares? Galpões militares? Galpões militares? Septa Júlia Diribitório Pórtico dos Deuses Água Virgem Arco de Cláudio Pórtico de Vipsânia Quartel da I coorte dos vigiles Iseu Templo de Minerva Calcídica Altar de Marte Via Flamínia Via Flamínia Templo de Adriano Templo de Matídia Teatro de Pompeu Templos do Largo Argentina Pórtico de Minúcio Coluna de Marco Aurélio T. de M. Aurélio e Faustina (?) Arco de M. Aurélio (?) Coluna de Antonino Pio Ustrino de Faustina Maior Ustrino de Faustina Menor Via Reta Pórtico e Templo de Bom Evento Pórtico de Pompeu Arco Novo Pórtico de Meleagro Pórtico dos Argonautas Piazza della Rotonda Vila Pública |